# Vittorio Imbriani
Vittorio Imbriani (né à Naples le 27 octobre 1840 – mort à Pomigliano d'Arco le 1er janvier 1886) est un écrivain italien. Il était le neveu du poète Alessandro Poerio et le frère de Matteo Renato Imbriani.

## Biographie
En 1864, comme délégué de la loge « La Libbia d'Oro » de Naples, il fut le secrétaire de l'Assemblée constituante du Grand Orient d'Italie à Florence. À cette occasion il vote contre la proposition  de la loge « Azione e Fede » de Pise d'exercer des pressions sur le gouvernement  pour que soit votée au plus vite la loi de suppression des congrégations religieuses .